# 西百舌鳥村
西百舌鳥村（にしもずむら）は、かつて大阪府にあった村である。現在の堺市北区の一部にあたるが、東上野芝町1丁は堺区、上野芝町と北条町は西区になる。

## 歴史
- 1889年（明治22年）4月1日：大鳥郡赤畑村、高田村、西村、百済村が合併して、大鳥郡西百舌鳥村が発足。大字高田に村役場を設置。
- 1896年（明治29年）4月1日：泉北郡が成立。
- 1919年（大正8年）4月1日：泉北郡中百舌鳥村と合併して、泉北郡百舌鳥村となる。